# Zbýšov (Boemia centrale)
Zbýšov è un comune della Repubblica Ceca facente parte del distretto di Kutná Hora, in Boemia Centrale.